# 波斯托亞塔
48°35′4″N 24°28′30″E / 48.58444°N 24.47500°E
波斯托亞塔（烏克蘭語：Постоята），是烏克蘭的村落，位於該國西部伊萬諾-弗蘭科夫斯克州，由納德沃爾納亞區負責管轄，始建於1560年，面積4平方公里，2001年人口710，人口密度每平方公里177.5人。